# Don’s Plum
Don’s Plum ist ein US-amerikanischer Spielfilm des Regisseurs R. D. Robb aus den Jahren 1995 und 1996.
Ursprünglich war der Film als Übungsfilm gedacht und sollte nicht veröffentlicht werden. Dies spiegelt sich vor allem in der Qualität des Films wider und in den von den Schauspielern improvisierten Charakteren. Die Hauptrollen sind unter anderem mit Leonardo DiCaprio und Tobey Maguire besetzt, welche später gegen eine Veröffentlichung klagten, weil sie Don’s Plum als Trainingsfilm ansahen. Laut Klageschrift von Polo Pictures Entertainment war Maguire dabei federführend, da seine Figur nicht so viel Präsenz entwickelte wie die von DiCaprio. Die Klage hatte zur Folge, dass der Film nur in Europa ausgestrahlt werden darf, nicht jedoch in den Vereinigten Staaten und Kanada. Veröffentlicht wurde der Film erst 2001.

## Handlung
Vier Freunde treffen sich einmal wöchentlich in ihrem Stammlokal, Don’s Plum. Die Besonderheit der Treffen besteht darin, dass jeder der Freunde eine junge Frau mitbringen muss. Der Film beschreibt eines dieser Treffen, bei dem sowohl das Verhalten in der Gruppe als auch das Denken eines jeden der Acht dargestellt wird. 
Alle gebärden sich frech und unnahbar, beleidigen, fummeln, streiten, scherzen. Dabei kommen sich die Geschlechter in allen Kombinationen auf unterschiedliche Weise näher, was sich meist in latenter Gewalt ausdrückt. Es ist ein Spiel der Ausgrenzung, das alle spielen und keiner so zu beherrschen scheint wie Derek, der auch konsequent ohne Begleitung auftaucht. Am Ende kämpfen Ian und Jeremy, während parallel Sara und Derek den Kampf der Geschlechter austragen.